# بيدير هولت
بيدير هولت (بالنرويجية البوكمول: Peder Holt)‏ هو سياسي نرويجي، ولد في 25 يناير 1899 بفاردو في النرويج، وتوفي في 24 مارس 1963 في النرويج. حزبياً، نشط في حزب العمال. وقد انتخب Minister of Fisheries and Ocean Policy ‏ (19 نوفمبر 1951 – 22 يناير 1955).